# Norröra

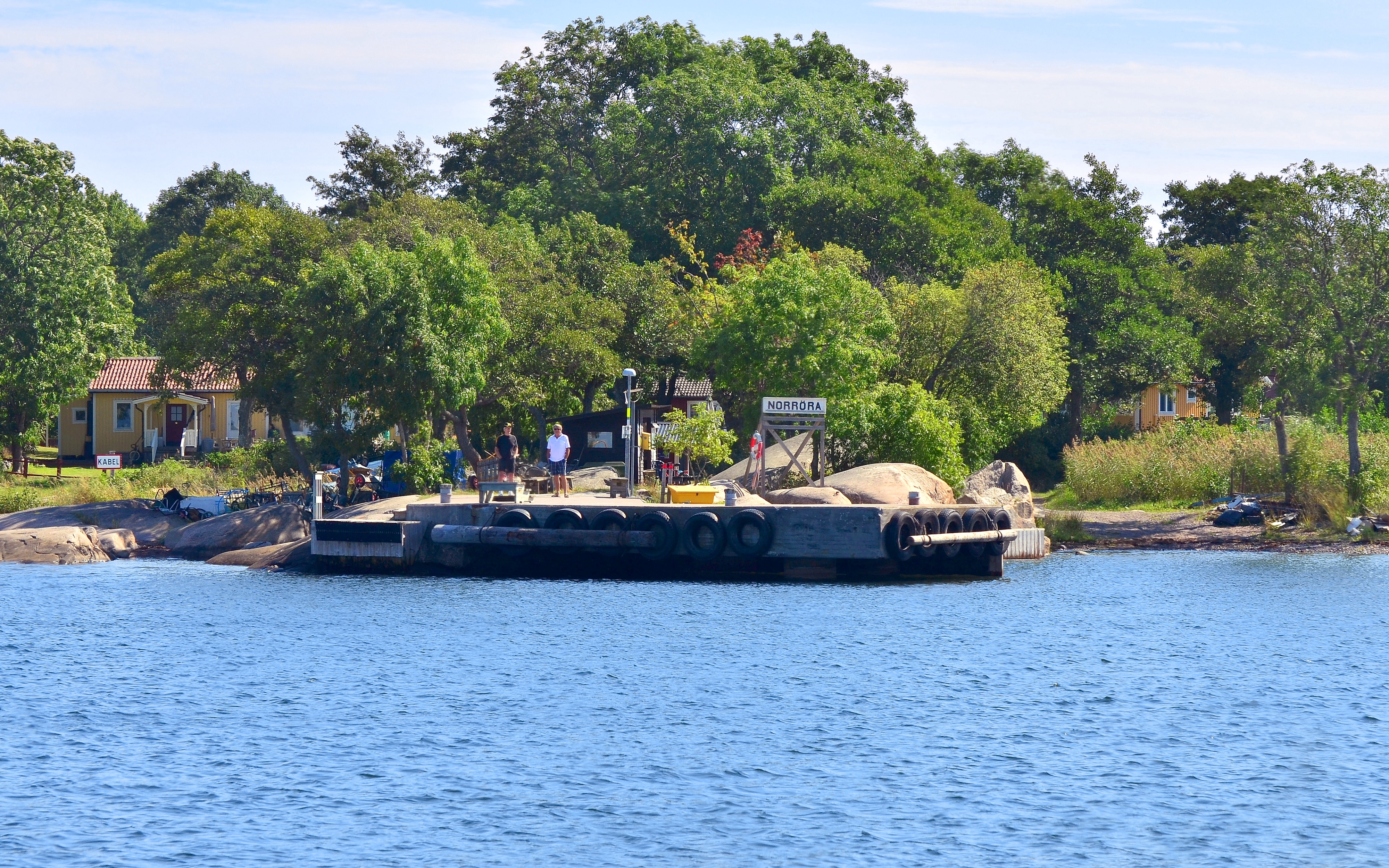
Norröra brygga.

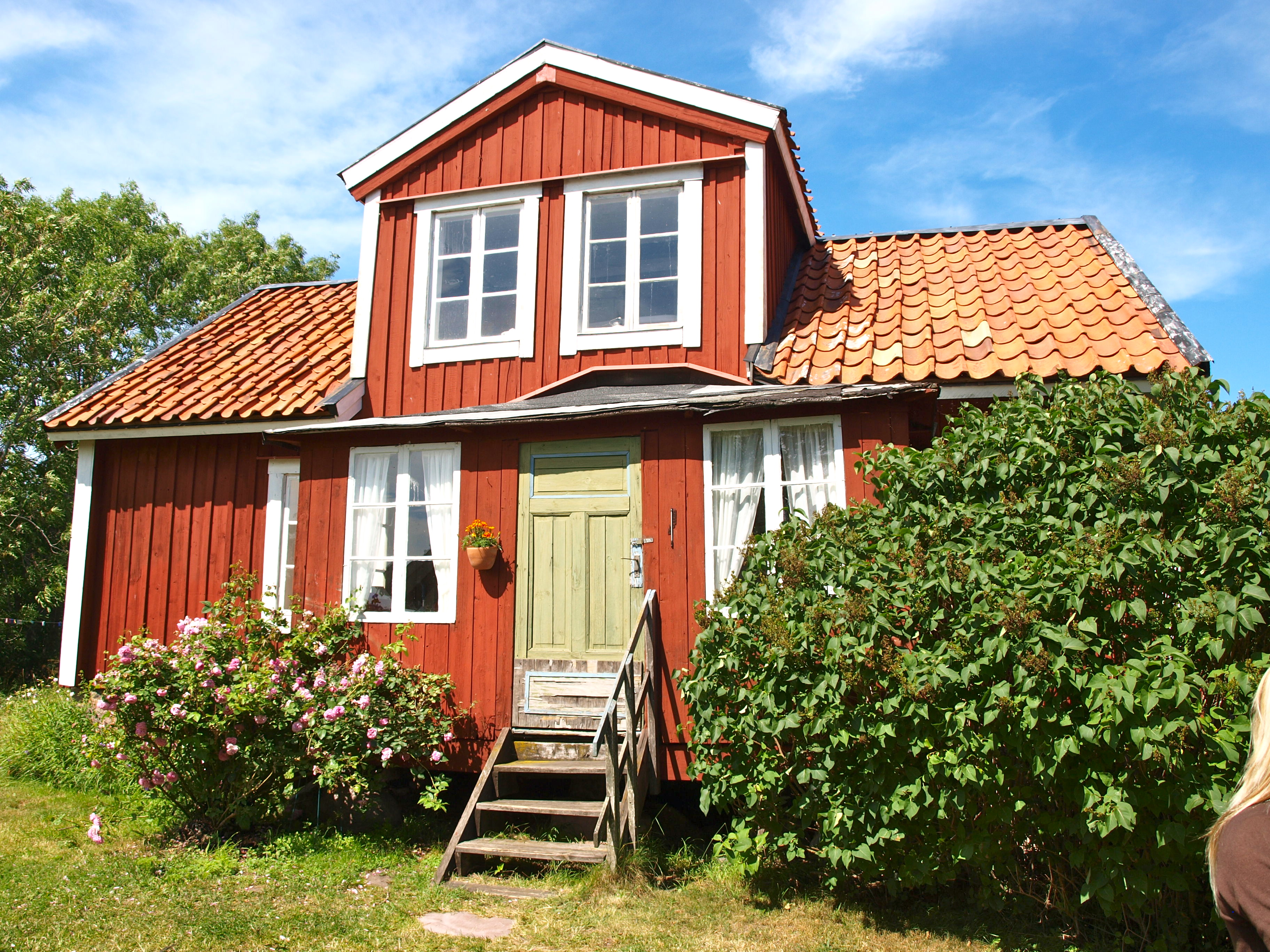
Snickargården från Vi på Saltkråkan.

Norröra är en ö i Norrtälje kommun och blev under 1960-talet känd genom Astrid Lindgrens filmer om Saltkråkan. Ön är befolkad året runt, och numera bor där ett par familjer. Vid 1900-talets början bodde 16 familjer (50 personer) på ön.

## Historia
Norröra hörde på 1300-talet tillsammans med flera andra av Roslagens öar till godset Penningby. De första invånarna har troligen kommit från Baltikum. Den gamla byn låg ursprungligen norr om nuvarande bebyggelse vid den uppgrundade Norrviken. Efter att byn bränts av ryssarna 1719 återuppbyggdes byn i sitt nuvarande läge. Norröras äldsta stuga, Jan Erik Sjöbloms stuga, uppfördes kort efter att byn återuppbyggdes. Flera av Norröras äldsta hus är dock ditflyttade från Svartlöga. Saltkråkans "Snickargård" är ditflyttad från Svartlöga i början av 1800-talet. I byn finns även ett båtmanstorp från 1800-talet och ett missionshus uppfört 1906–1908.
Norröra valdes ut som Saltkråkan av ett filmteam som med helikopter sökte i Skärgården efter öar som uppfyllde de krav som fanns i manus.
Sedan april 2006 trafikeras ön dagligen året runt av Waxholmsbolaget. På sommaren trafikerar även Blidösundsbolaget ön. Än idag (2013) lever intresset för Saltkråkan kvar. Under sommaren håller en auktoriserad skärgårdsguide guidade turer till Norröra och Söderöra (dvs Saltkråkan). Man får då exempelvis se var farbror Melker trillade i vattnet, och var getingboet satt som irriterade honom så högeliga.